# Shi Kuang
Shi Kuang (chinesisch 師曠 / 师旷, Pinyin Shī Kuàng; „Musikmeister Kuang“) war ein berühmter Musiker des chinesischen Altertums in der Zeit der Frühlings- und Herbstannalen der Zeit der Zhou-Dynastie.
Er war am Hof von Herzog Ping (Jin Ping Gong 晉平公) im alten Staat Jin tätig und für sein gutes Gehör bekannt. Der Legende nach wurde er ohne Augen geboren. Über ihn waren viele Legenden verbreitet, unter anderem ist von ihm im Buch Zhuangzi, und vor allem im reichen Legendenschatz des Zuozhuan des Öfteren die Rede.
Es heißt, dass er dem Herzog Ping den Angriff der Armee des Staates Qi auf den Staat Jin berichtete, aus den Vogelrufen wusste er, wann sich Qi zurückzog.
Das Buch namens Qinjing (chin. 禽經; etwa „Vogelbuch“, genauer „Klassiker der Vögel“), das früheste ornithologische Werk Chinas wurde ihm zugeschrieben, das Werk stammt jedoch aus der Tang- oder Song-Zeit.
| Personendaten    | Personendaten                                                                                               |
| ---------------- | --- |
| NAME             | Shi, Kuang                                                                                                  |
| ALTERNATIVNAMEN  | Shī, Kuàng (Pinyin); Si1, Kwong3 (Jyutping); 師曠 (chinesisch, Langzeichen); 师旷 (chinesisch, Kurzzeichen) |
| KURZBESCHREIBUNG | Musiker des chinesischen Altertums                                                                          |
| GEBURTSDATUM     | zwischen 8. Jahrhundert v. Chr. und 6. Jahrhundert v. Chr.                                                  |
| STERBEDATUM      | zwischen 8. Jahrhundert v. Chr. und 5. Jahrhundert v. Chr.                                                  |